# NGC 6848
NGC 6848 este o galaxie situată în constelația Telescopul. A fost descoperită în 9 iulie 1834 de către John Herschel. Se află la o distanță de 63,18 de megaparseci de Pământ.